# Gran Turismo 2
Gran Turismo 2 est un jeu vidéo de course automobile développé par Polyphony Digital et édité par Sony Computer Entertainment en 1999 sur PlayStation.
Deuxième épisode de la série Gran Turismo, cet opus se démarque par sa très grande variété de voitures et par l'apparition de constructeurs du monde entier. Le jeu s'est vendu à plus de 9 millions d'exemplaires à travers le monde.

## Contenu
Gran Turismo 2 propose plus de 700 véhicules répartis sur trente-trois constructeurs dans six nationalités différente. À titre de comparaison, le premier opus ne présentait que dix constructeurs : deux américains, deux britanniques, et six japonais.
Un nouveau mode fait aussi son apparition, il s'agit des courses de rallye, où le joueur joue contre une seule voiture au lieu de cinq sur les circuits asphaltés.
Se présentant sous la forme de deux CD, l'un s'utilisant pour le mode « arcade », l'autre pour le mode « Gran Turismo » (le mode carrière en fait), le jeu garde néanmoins toutes les caractéristiques du premier volet avec les permis, les voitures à débloquer ainsi que la possibilité de modifier l'équipement de sa voiture pour lui donner plus d'efficacité lors des courses.
Le jeu était aussi sorti en une version contenant un 3e CD, celui-ci permettait de démarrer le jeu en possession du permis B, de 15 voitures de course, et de 100 000 crédits.
L'interface de départ du mode Gran Turismo se présente sous la forme d'un plan de ville, d'où l'on peut accéder aux différentes sous-sections :
- Course.
- Garage.
- Nord, Sud, Est et Ouest de la ville : ces parties regroupent les concessionnaires des différentes nationalités.
- Permis, posséder plus de permis permettant d'avoir accès à plus de courses.
- Vente de Roues et Lavage de voiture.
- Test Machine, pour tester les possibilités et réglages des voitures individuellement.

## Accueil

### Critique
- Gamekult : 7/10[2]

- Jeuxvideo.com : 18/20[3]

### Ventes
Pour sa première semaine d'exploitation au Royaume-Uni, le jeu s'écoule à plus de 115 000 exemplaires, un record à l'époque.